# Polizeikommissar
Polizeikommissar (PK) ist eine Amtsbezeichnung von Polizeivollzugsbeamten bei der deutschen Polizei in der Laufbahn des gehobenen Polizeivollzugsdienstes (je nach Bundesland sind auch andere Systeme und Bezeichnungen anstelle der Laufbahngruppe des gehobenen Dienstes eingeführt worden, zum Beispiel 3. Qualifizierungsebene). Bei der Kriminalpolizei existiert das entsprechende Amt als Kriminalkommissar (KK).
PK sind in die Besoldungsgruppe (BesGr) A 9 eingereiht. Es handelt sich um das Eingangsamt in der Laufbahn des gehobenen Dienstes. Polizeikommissare sind in allen Bundesländern Ermittlungspersonen der Staatsanwaltschaft.
Polizeikommissare nehmen je nach Land Führungsaufgaben wie Gruppenleiter in Ermittlungsdienststellen, Sach- bzw. Fachgebietsleiter, Gruppenführer oder stellvertretende Zugführer in geschlossenen Einheiten wahr oder werden als Wachleiter, Erster Streifenführer oder stellvertretende Dienstgruppenleiter eingesetzt.
In der Regel muss ein dreijähriges Studium an einer Fachhochschule für öffentliche Verwaltung absolviert werden. Der Abschluss erfolgt durch eine Laufbahnprüfung für den gehobenen Dienst, welche der Diplomprüfung gleichsteht. Mit Bestehen der Laufbahnprüfung für den gehobenen Dienst erhält der Absolvent den akademischen Grad „Diplom-Verwaltungswirt“ (FH) oder „Diplom-Verwaltungswirt Polizei (FH)“ bzw. „Bachelor of Arts in Police Leadership“ oder „Bachelor of Arts - Polizeivollzugsdienst/Police Service“.
Die nächstniedrigere Amtsbezeichnung ist Polizei- bzw. Kriminalhauptmeister (BesGr A 9), die nächsthöhere Polizei- bzw. Kriminaloberkommissar (BesGr A 10).
Das Dienstgradabzeichen der Schutzpolizei besteht aus einem silbernen Stern auf dunkelblauem Grund. Bei der Wasserschutzpolizei und beim Bundespolizeiamt See ist eine goldene Litze/Streifen zu 12 mm auf marineblauem Grund zu sehen. 
Beamte dieser Laufbahn im Vorbereitungsdienst führen die Dienstbezeichnung Polizeikommissaranwärter bzw. bei der Kriminalpolizei Kriminalkommissaranwärter.

## Historie der Amtsbezeichnung
Der Polizeikommissar kam in Europa um die Wende vom 18. zum 19. Jahrhundert auf und war meist der Vorsteher einer lokalen Polizeibehörde. In Deutschland bezeichnete der Begriff Kommissar, sofern er als Rangbezeichnung eines Polizisten verwendet wurde, seit Ende des 19. Jahrhunderts ausschließlich einen Kriminalpolizisten. Dieser rangierte mit dem Polizeioberleutnant der uniformierten Schutzmannschaften oder dem (Ober-)Inspektor der uniformierten Gemeindepolizei. Anwärter des mittleren gehobenen Polizeidienstes (heute gehobener Dienst) begannen nach absolvierte Ausbildung ihre Karriere als Hilfskommissar (entsprechend dem Polizeileutnant bzw. Polizeisekretär). Seit 1938 rangierten Kommissare mit mehr als 15 Dienstjahren mit dem Polizeihauptmann. 
In der Bundesrepublik Deutschland benannte das Bundesbesoldungsgesetz von 1957 hinsichtlich der im unmittelbaren Bundesdienst stehenden Kriminalbeamten (bspw. beim Bundeskriminalamt) die Bezeichnungen Kriminalkommissar, Kriminaloberkommissar und Kriminalhauptkommissar als Ränge der gehobenen Laufbahn; bis dahin hatten die Titel aufsteigend Kriminalinspektor, Kriminalkommissar und Kriminalrat gelautet. In vielen Landes- und Gemeindepolizeien verwandte man aber weiterhin Bezeichnungen wie (Ober-)Inspektor der (Kriminal-)Polizei oder (Kriminal-)Polizeiamtmann. Erst mit der Polizeireform 1975/76 wurde Kommissar usw. bundeseinheitlich zur branchenübergreifenden Amtsbezeichnung bei Kriminal- und Schutzpolizei.
Nicht zu verwechseln mit einem kontinentaleuropäischen Kommissar ist ein „commissioner of police“ oder „police commissioner“ in Großbritannien, den übrigen Staaten des Commonwealth und den USA. Damit ist dort ein deutlich höher angesiedelter Rang gemeint; ein „commissioner“ ist in der Regel der oberste Beamte einer territorial abgegrenzten Polizeiorganisation.

Schulterklappen
der Schutzpolizei
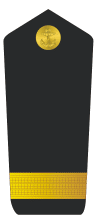
der Wasserschutzpolizei